# دیه‌گو کاپل
دیه‌گو کاپل (انگلیسی: Diego Capel؛ زادهٔ ۱۶ فوریهٔ ۱۹۸۸) یک بازیکن فوتبال اهل اسپانیا است.
از باشگاه‌هایی که در آن بازی کرده‌است می‌توان به اسپورتینگ لیسبون، سویا، جنوا، تیم ملی فوتبال زیر ۲۳ سال اسپانیا و تیم ملی فوتبال اسپانیا اشاره کرد.